# Luis Ibaseta
Luis Mario Ibaseta Cobo (Valparaíso, 31 dicembre 1913 – Viña del Mar, 28 novembre 1987) è stato un cestista cileno.

## Carriera
Con il Cile ha disputato 3 partite alle Olimpiadi del 1936 (9º posto finale).